# Margot Friedländer
Margot Friedländer, nacida Anni Margot Bendheim (Berlín, Alemania, 5 de noviembre de 1921-Berlín, 9 de mayo de 2025), fue una autora y sobreviviente del Holocausto alemana. Su testimonio y actividades como educadora y conferencista fueron ampliamente reconocidos por su labor en la preservación de la memoria del holocausto durante la Alemania nazi. Tras décadas de exilio en los Estados Unidos, regresó a Berlín en 2010 y desde entonces hasta su muerte dedico su vida a promover el diálogo y la memoria histórica entre las generaciones más jóvenes.

## Biografía

### Primeros años
Margot Bendheim nació el 5 de noviembre de 1921 en Berlín, Alemania, en el seno de una familia judía asimilada de clase media. Sus padres, Adolf Bendheim y Auguste Bendheim (de soltera Dreyfus), se separaron cuando ella era joven. Margot vivió con su madre y su hermano menor, Ralph, en el barrio berlinés de Kreuzberg.
Durante su infancia, vivió una vida relativamente normal dentro de la comunidad judía alemana, asistiendo a escuelas públicas y participando en actividades sociales. La familia no era ortodoxa en la práctica del judaísmo, lo que era común entre muchos judíos asimilados alemanes. Sin embargo, el ascenso del Partido Nacionalsocialista al poder en 1933 cambió drásticamente su entorno social y político.

### La persecución bajo el régimen nazi
A partir de 1933, la situación de los judíos en Alemania se deterioró progresivamente. Las leyes de Núremberg de 1935 privaron a los judíos de la ciudadanía alemana y marcaron el inicio de su exclusión sistemática de la vida pública. Margot fue expulsada de su escuela en 1938 por ser judía.
En 1938, su padre emigró a Estados Unidos, pero Margot, su madre y su hermano Ralph permanecieron en Berlín. La familia intentó en varias ocasiones obtener visas para salir de Alemania, pero no tuvieron éxito.
En 1943, durante la gran redada conocida como la Fabrikaktion, su madre y su hermano fueron arrestados por la Gestapo y deportados al campo de concentración de Auschwitz, donde murieron poco tiempo después. Antes de ser detenidos, su madre le dejó un mensaje a Margot: "Trata de hacer tu vida", una frase que marcaría profundamente su vida futura.

### Período en la clandestinidad y arresto
Tras la detención de su familia, Margot se ocultó en Berlín. Con la ayuda de conocidos no judíos y falsos documentos, logró permanecer en la clandestinidad durante aproximadamente 13 meses. Durante este tiempo, se tiñó el cabello de rojo y evitó lugares públicos donde pudiera ser reconocida.
El 19 de abril de 1944 fue traicionada y arrestada por la Gestapo. Posteriormente, fue deportada al Konzentrationslager de Theresienstadt, ubicado en la actual República Checa. Allí se reencontró con Adolf Friedländer, a quien conocía de su trabajo como modista en la Jüdischer Kulturbund, donde él era jefe de administración. En Theresienstadt fue obligada a realizar trabajos forzados, pero logró sobrevivir hasta que el campo fue liberado por las fuerzas soviéticas en mayo de 1945.

### Posguerra y emigración a los Estados Unidos
Después de la liberación, Margot regresó a Berlín, donde se reunió con su esposo Adolf Friedländer, a quien había conocido en Theresienstadt. En 1946, la pareja emigró a Nueva York, Estados Unidos. Allí vivieron una vida modesta y trabajaron en diversos empleos para reconstruir sus vidas. No tuvieron hijos.
Durante muchos años, Margot evitó hablar públicamente sobre sus experiencias durante el Holocausto. No fue hasta la muerte de su esposo en 1997 que comenzó a enfrentar activamente su pasado y a compartir su historia. A los 88 años, empezó a escribir sus memorias con ayuda de organizaciones judías y de derechos humanos. Una de sus primeras historias fue sobre su liberación del campo de concentración. Gracias a la publicación de sus historias, Margot conoció a un documentalista que realizó un documental con ella en su antigua ciudad natal, Berlín. 

### Regreso a Alemania y labor educativa
En 2003, Margot Friedländer aceptó una invitación del Senado de Berlín para "ciudadanos perseguidos y emigrados" y visitó su ciudad natal. En 2008 se publicó su autobiografía Versuche, dein Leben zu machen [Trata de hacer tu vida]. Tras otras visitas a su ciudad natal, decidió volver definitivamente. A partir de 2010 volvió a vivir en Berlín y recuperó la nacionalidad alemana. Hasta poco antes de su muerte, Margot Friedländer visitaba escuelas y otras instituciones de toda Alemania hasta tres veces por semana para hablar de su vida. Cuando lo hacía, llevaba de vez en cuando el collar de ámbar que había recibido de su madre.

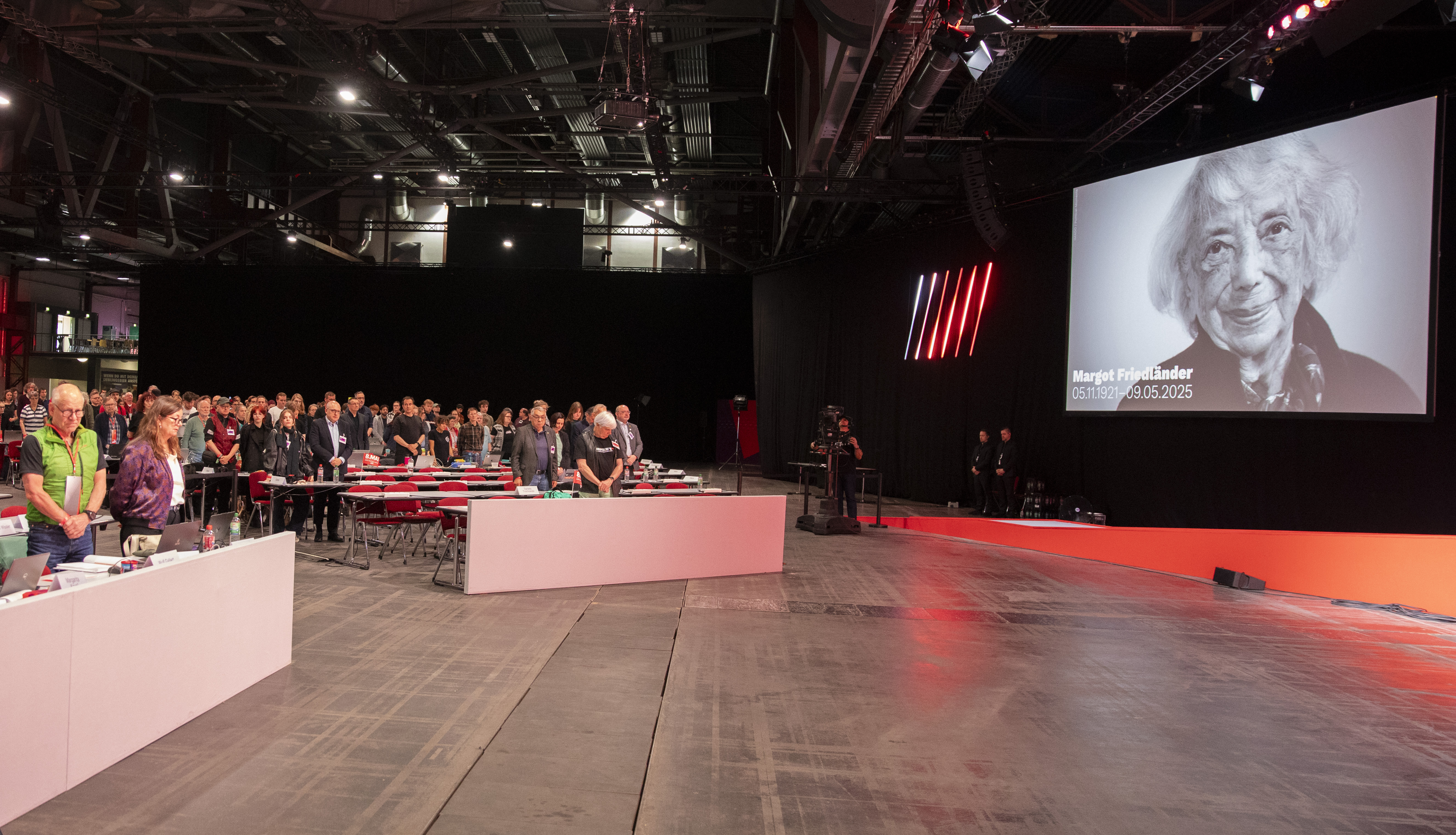
Minuto de silencio en honor a Friedländer en la ejecutiva de La Izquierda en Chemnitz el 9 de mayo de 2025.

El 9 de noviembre de 2011, fue galardonada con la Orden del Mérito de la República Federal de Alemania, que le fue entregada por el entonces Presidente Federal Christian Wulff en el Palacio de Bellevue. La versión en audiolibro de sus memorias, leída por ella misma, fue nominada al Premio Alemán del Audiolibro en 2016. El 14 de mayo de 2019, Margot Friedländer recibió el "Talismán" de la Deutschlandstiftung Integration en presencia de Christian Wulff y de la canciller Angela Merkel por los servicios prestados a su labor educativa. Friedländer cumplió 100 años el 5 de noviembre de 2021.
El 25 de mayo de 2022, cuando tenía más de 100 años de edad, Margot Friedländer fue nombrada doctora honoris causa por el Departamento de Historia y Estudios Culturales de la Universidad Libre de Berlín en reconocimiento a sus «destacados servicios como testigo contemporáneo» y sus «destacados logros académicos» como «científica ciudadana comprometida». Cuando le preguntaron en la ceremonia si quería seguir trabajando o pensaba retirarse, respondió: «No, mientras pueda», y añadió sonriendo: «Yo no me aburro».
El 23 de enero de 2023, Friedländer, de 101 años de edad, fue condecorada con la Cruz Federal al Mérito de Primera Clase. En conjunto con la ceremonia de entrega, se inauguró en el Ayuntamiento Rojo un busto de Friedländer, obra de la artista Stephanie von Dallwitzen. La alcaldesa de Berlín, Franziska Giffey, dijo que la escultura mostraría en un lugar destacado «que todos los judíos berlineses que fueron expulsados, deportados o asesinados por el inhumano régimen nacionalsocialista, también tienen su lugar en nuestro ayuntamiento»
En 2024 fue galardonada con el Oso de Berlín, un premio cultural otorgado por el periódico Boulevardzeitung. A la edad de 102 años, el 4 de junio de 2024 fue condecorada con la Medalla Mevlüde Genç en el Museo Bode de Berlín por el Gobierno estatal de Renania del Norte-Westfalia por «recordar los crímenes del nacionalsocialismo de diversas formas y con gran compromiso», según la Cancillería del Estado en Düsseldorf.
La versión alemana de la revista Vogue la presentó en la portada de su número de julio/agosto de 2024 con un abrigo rojo de Miu Miu. De joven, había soñado con ser modista y diseñadora y se había matriculado en una escuela de artes y oficios de Berlín en 1936. El 4 de abril de 2025, Margot Friedländer fue galardonada en Münster con el Premio Internacional de la Paz de Westfalia (Internationaler Preis des Westfälischen Friedens), que le entregó el presidente Federal Frank-Walter Steinmeier.
Friedländer pronunció un discurso en el Ayuntamiento Rojo el 7 de mayo de 2025 con motivo del 80 aniversario del fin de la guerra en Alemania. Dos días después de esta última aparición pública, falleció en Berlín el 9 de mayo de 2025 a la edad de 103 años. Ese día, el presidente federal Steinmeier tenía previsto entregarle la Gran Cruz del Mérito, que ya le había concedido anteriormente.

## Publicaciones
- Versuche, dein Leben zu machen. Als Jüdin versteckt in Berlin (Intenta hacer tu vida. Oculta como judía en Berlín), escrita en colaboración con la periodista Alexandra Senfft y publicada por Rowohlt Verlag.

## Condecoraciones
- Medalla Federal al Mérito (Bundesverdienstkreuz) en 2011, otorgada por el presidente federal alemán.
- Premio Moses Mendelssohn (Moses Mendelssohn Preis) del Estado de Berlín.
- En 2020 fue galardonada con el Premio a la Tolerancia de la Sociedad Germano-Americana.
- En 2022 recibió la ciudadanía honoraria de Berlín por su contribución a la cultura de la memoria.

## Premio Margot Friedländer
En 2014, la Fundación Schwarzkopf concedió por primera vez el Premio Margot Friedländer. El premio y el concurso asociado pretenden motivar a los estudiantes y a los profesores para que se ocupen del Holocausto y de la cultura actual de la memoria, y para que utilicen los conocimientos adquiridos para participar en la lucha contra el antisemitismo, el extremismo de derechas y la exclusión.